# Hendersonlorikit
Hendersonlorikit (Vini stepheni) är en fågel i familjen östpapegojor inom ordningen papegojfåglar som beskrevs av Alfred John North 1908.

## Utseende och läte
Hendersonlorikiten är en 18 cm lång parakit med röd och grön fjäderdräkt. Ovansidan är mörkgrön övergående till guldgult mot stjärtspetsen. Kinderna är röda, liksom undersidan, dock mörkt purpurfärgad mitt på buken och ett bälte över bröstet med grön på sidorna och purpur i mitten. Näbben är guldgul, liksom ögat. Lätet är ett gällt skri.

## Utbredning och status
Fågeln förekommer enbart på ön Henderson Island i Pitcairnöarna i västra Stilla havet. IUCN kategoriserar arten som sårbar med motiveringen att den endast förekommer på en liten ö och risken för oavsiktlig spridning av främmande djurarter på ön skulle kunna hota arten. Populationen anses vara stabil och uppgick 1987 till uppskattningsvis 720–1820 exemplar. 

## Levnadssätt
Fågeln återfinns i kanten av urskog och kokospalmer längs stränder på ön. Födan består av nektar, pollen och frukt som den finner vid stranden.

## Namn
Fågelns vetenskapliga artnamn hedrar Alfred Ernest Stephen (1879-1961), en australisk kemist som samlade in typexemplaret 1907.